# Rio Cotumba
O Rio Cotumba é um rio da Romênia, afluente do Trotuş, localizado no distrito de Bacău.